# Stile pre-persiano
Lo stile pre-persiano (nuovo persiano: شیوه معماری پیش از پارسی) è un sottostile dell'architettura (o "zeer-sabk") quando si classifica la storia dello sviluppo architettonico persiano/iraniano.
Questo stile architettonico fiorì sull'altopiano iraniano fino all'VIII secolo a.C., durante l'era dell'impero medio. È spesso classificato come una sottocategoria dell'architettura pariana.
I resti più antichi dei monumenti architettonici in questo stile sono il Teppe Zagheh, vicino a Qazvin. Altri esempi esistenti di questo stile sono Choqa zanbil, Sialk, Shahr-i Sokhta ed Ecbatana.
Anche gli edifici elamiti e proto-elamiti, tra gli altri, rientrano in questa sottocategoria stilistica.

## Galleria d'immagini

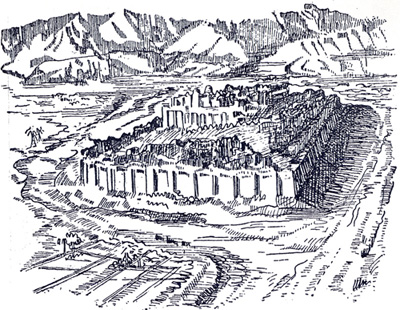
Necropoli di Sialk]. 3000–4000 a.C.
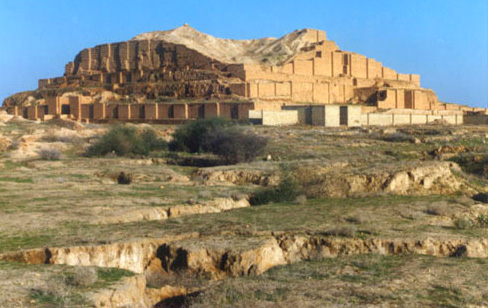
Choqa zanbil (ziggurat). 1250 a.C.